# Kōzen-ji
Le Kōzen-ji (興禅寺) est un temple bouddhiste zen de l'école rinzai situé à Kisofukushima, dans le bourg de Kiso (préfecture de Nagano) au Japon.

## Histoire
Kōzen-ji a été créé en 1434 par Kiso Nobumichi pour son ancêtre Kiso Yoshinaka.

## Description

### Le temple
Le temple est l'un des trois temples majeurs de Kiso. Il comporte quatre jardins, dont le plus grand jardin de sable du Japon.

### Jardin Syoryu
Il représente la légende de la naissance du Dragon.

### Jardin Shyumisen
Avec neuf montagnes et huit mers, il représente l'univers.

### Jardin Mansho
Aménagé au milieu de l'époque d'Edo, le jardin comporte un étang et des cascades.

### Jardin Kanuntei
Ce jardin sec, de pierre et de sable, a été conçu par Morimie Shige, réputé pour être le meilleur concepteur de jardins de l'ère Shōwa. Il est vu depuis la haute montagne. La ligne blanche représente le nuage tandis que les rochers représentent les montagnes.
Tout comme les nuages de Kiso, les dessins sur le sable sont différents tous les jours.